# Surveillance des prix
La Surveillance des prix est l'office fédéral suisse chargé d'étudier et de relever les éventuels abus sur les prix des biens et des services. Il est fondé en décembre 1972 et dépend du Département fédéral de l'économie.

## Monsieur Prix
« Monsieur Prix » est le titre le plus utilisé pour désigner le « surveillant des prix », responsable de l'office. Son rôle est de vérifier l'évolution des prix sur le marché suisse, de relever les cartels qui pourraient s'y développer et d'en informer la population. Ses tâches sont régies par la loi fédérale concernant la surveillance des prix (LSPr). Il peut, dans le cas d'une augmentation ou d'une diminution abusive du prix d'un bien ou d'un service, faire pression afin de le ramener à un niveau antérieur. 
En 2007, le travail de « Monsieur Prix » aurait permis d'économiser à la population 290 millions de francs suisses grâce à ses interventions.
- 1972-1974 : Leo Schürmann
- 1974-1978 : Leon Schlumpf
- 1986-1993 : Odilo Guntern
- 1993-1996 : Joseph Deiss
- 1996-2004 : Werner Marti
- 2004-2008 : Rudolf Strahm
- Depuis 2008 : Stefan Meierhans